# Kúibixeve
|  | No s'ha de confondre amb Kúibixev. |

Kúibixeve (en ucraïnès: Куйбишеве, rus: Куйбышево, Kúibixevo) és un assentament de tipus urbà (un possiólok) de la República Autònoma de Crimea a Ucraïna, que el 2014 tenia 2.520 habitants. Pertany al districte de Bakhtxissarai. Fins al 1945 la vila es deia Albat.